# Andhoi
Andhoi este un oraș situat în partea de nord a Afganistanului, în provincia Faryab, pe râul Andhoi, nu departe de frontiera cu Turkmenistanul. Centru administrativ (reședința districtului omonim). Principala activitate economică a localității se leagă de creșterea ovinelor karakul.